# 참좋은여행
참좋은여행(Very Good Tour)은 2007년에 설립, 2008년 삼천리 자전거 '참좋은여행'과 합병하며 코스닥 상장한 대한민국의 여행사이다.

## 연혁
- 2007년 2월 '첼로스포츠' 창립
- 2008년 7월 첼로스포츠와 합병하여 참좋은레져(주)로 코스닥 상장
- 2017년 9월 법인명 '참좋은여행'으로 변경

## 같이 보기
- 허블레아니호 침몰 사고